# Handball-Weltmeisterschaft der Frauen
Die Handball-Weltmeisterschaft der Frauen (offiziell IHF Women’s World Championship) ist ein Handballturnier zwischen Nationalmannschaften zur Ermittlung der besten weiblichen Handballnationalmannschaft der Welt. Veranstalter ist die Internationale Handballföderation (IHF).
Der aktuelle Handballweltmeister in der Halle ist Frankreich. Die Mannschaft erspielte sich 2023 im Finale gegen Norwegen ihren dritten Weltmeistertitel. Die 27. Austragung des Turniers findet 2025 in Deutschland und den Niederlanden statt.

## Geschichte
Im Jahr 1949 wurde erstmals eine Feldhandball-Weltmeisterschaft der Frauen ausgetragen, zwei weitere Weltmeisterschaften im Feldhandball folgten in den Jahren 1956 und 1960. In den Jahren 1957 und 1961 wurden Weltmeisterschaften auf dem Kleinfeld ausgetragen. Die beiden Kleinfeldturniere werden heute als erste Hallenweltmeisterschaften gezählt, da auf dem Kleinfeld nach den Regeln des Hallenhandballs gespielt wurde. Seit 1964 wird die Weltmeisterschaft der Frauen in der Halle ausgetragen. Nach dem Ende des Zweiten Weltkriegs fanden die beiden Turniere in unregelmäßigen Abständen, meist alle drei oder vier Jahre statt. Seit 1993 wird das Turnier alle zwei Jahre veranstaltet. Die Auflage des Jahres 1968 in der Sowjetunion wurde durch die IHF kurzfristig abgesagt. Die letzte Feldhandball-Weltmeisterschaft wurde 1960 ausgetragen.

## Hallenhandballweltmeisterschaften
Die erste Weltmeisterschaft der Frauen wurde 1957 in Jugoslawien auf dem Kleinfeld ausgetragen, den Sieg trug die Tschechoslowakische Republik davon.
Mit vier Weltmeistertiteln führen Russland und aus Norwegen die Rangliste der Handball-Damen an. Die Mannschaften aus der Sowjetunion und der DDR gewannen je drei Titel. Zwei Titel gewann Frankreich. Eine Titelverteidigung gelang bisher nur den Teams der DDR, der Sowjetunion und Russlands. Der einzige Titelgewinn der deutschen Nationalmannschaft gelang bei der Weltmeisterschaft 1993.
Die Weltmeisterschaften fanden überwiegend in Europa statt; drei Mal wurde in Asien und ein Mal in Südamerika gespielt.

## Die Turniere im Überblick
| Jahr   | TN | Austragungsland | Weltmeister | Ergebnis | 2. Platz | 3. Platz |
| ------ | -- | --- | --- | --- | --- | --- |
| 1957 1 | 9  | Jugoslawien | Tschechoslowakei | 7:1 | Ungarn | Jugoslawien |
| 1962 1 | 9  | Rumänien | Rumänien | 8:5 | Dänemark | Tschechoslowakei |
| 1965   | 9  | BR Deutschland | Ungarn | 5:3 | Jugoslawien | BR Deutschland |
| 1968   | 9  | Durch die IHF wurde das in der Sowjetunion geplante Turnier kurzfristig abgesagt, begründet wurde das mit dem Einmarsch von Truppen des Warschauer Paktes in die Tschechoslowakei. | Durch die IHF wurde das in der Sowjetunion geplante Turnier kurzfristig abgesagt, begründet wurde das mit dem Einmarsch von Truppen des Warschauer Paktes in die Tschechoslowakei. | Durch die IHF wurde das in der Sowjetunion geplante Turnier kurzfristig abgesagt, begründet wurde das mit dem Einmarsch von Truppen des Warschauer Paktes in die Tschechoslowakei. | Durch die IHF wurde das in der Sowjetunion geplante Turnier kurzfristig abgesagt, begründet wurde das mit dem Einmarsch von Truppen des Warschauer Paktes in die Tschechoslowakei. | Durch die IHF wurde das in der Sowjetunion geplante Turnier kurzfristig abgesagt, begründet wurde das mit dem Einmarsch von Truppen des Warschauer Paktes in die Tschechoslowakei. |
| 1971   | 9  | Niederlande | DDR | 11:8 | Jugoslawien | Ungarn |
| 1973   | 12 | Jugoslawien | Jugoslawien | 16:11 | Rumänien | Sowjetunion |
| 1975   | 12 | Sowjetunion | DDR | kein Endspiel 2 | Sowjetunion | Ungarn |
| 1978   | 12 | Tschechoslowakei | DDR | kein Endspiel 3 | Sowjetunion | Ungarn |
| 1982   | 12 | Ungarn | Sowjetunion | kein Endspiel 4 | Ungarn | Jugoslawien |
| 1986   | 16 | Niederlande | Sowjetunion | 30:22 | Tschechoslowakei | Norwegen |
| 1990   | 16 | Südkorea | Sowjetunion | 24:22 | Jugoslawien | DDR |
| 1993   | 16 | Norwegen | Deutschland | 22:21 n. V. | Dänemark | Norwegen |
| 1995   | 20 | Österreich / Ungarn | Südkorea | 25:20 | Ungarn | Dänemark |
| 1997   | 24 | Deutschland | Dänemark | 33:20 | Norwegen | Deutschland |
| 1999   | 24 | Dänemark / Norwegen | Norwegen | 25:24 n. 2. V. | Frankreich | Österreich |
| 2001   | 24 | Italien | Russland | 30:25 | Norwegen | Jugoslawien |
| 2003   | 24 | Kroatien | Frankreich | 32:29 n. V. | Ungarn | Südkorea |
| 2005   | 24 | Russland | Russland | 28:23 | Rumänien | Ungarn |
| 2007   | 24 | Frankreich | Russland | 29:24 | Norwegen | Deutschland |
| 2009   | 24 | China | Russland | 25:22 | Frankreich | Norwegen |
| 2011   | 24 | Brasilien | Norwegen | 32:24 | Frankreich | Spanien |
| 2013   | 24 | Serbien | Brasilien | 22:20 | Serbien | Dänemark |
| 2015   | 24 | Dänemark | Norwegen | 31:23 | Niederlande | Rumänien |
| 2017   | 24 | Deutschland | Frankreich | 23:21 | Norwegen | Niederlande |
| 2019   | 24 | Japan | Niederlande | 30:29 | Spanien | Russland |
| 2021   | 32 | Spanien | Norwegen | 29:22 | Frankreich | Dänemark |
| 2023   | 32 | Dänemark / Norwegen / Schweden | Frankreich | 31:28 | Norwegen | Dänemark |
| 2025   | 32 | Deutschland / Niederlande | | --:-- | | |
| 2027   | 32 | Ungarn | | --:-- | | |
| 2029   | 32 | Spanien | | --:-- | | |
| 2031   | 32 | Tschechien / Polen | | --:-- | | |

Bei den Weltmeisterschaften 1975 bis 1982 wurde der Titel nicht in einem Finalspiel entschieden, sondern in einer Finalgruppe mit je sechs Mannschaften. Es ergab sich das Kuriosum, dass in allen drei Fällen der spätere Weltmeister nicht gegen den späteren Vizeweltmeister gewonnen hatte.

### Medaillenspiegel
Stand nach 24 Weltmeisterschaften, einschließlich 2019.
| Rang | Land                                           | Goldmedaillen | Silbermedaillen | Bronzemedaillen | Gesamt     |
| ---- | ---------------------------------------------- | ------------- | --------------- | --------------- | ---------- |
| 01   | Russland (davon Sowjetunion)                   | 7 (3)         | 2 (2)           | 2 (1)           | 11 (6)     |
| 02   | Norwegen                                       | 4             | 5               | 3               | 12         |
| 03   | Deutschland (davon DDR) (davon BR Deutschland) | 4 (3) (—)     | — (—)           | 4 (1)           | 08 (4) (1) |
| 04   | Frankreich                                     | 3             | 4               | —               | 07         |
| 05   | Ungarn                                         | 1             | 4               | 4               | 09         |
| 06   | Jugoslawien                                    | 1             | 3               | 3               | 07         |
| 07   | Dänemark                                       | 1             | 2               | 4               | 07         |
| 08   | Rumänien                                       | 1             | 2               | 1               | 04         |
| 09   | Tschechoslowakei                               | 1             | 1               | 1               | 03         |
| 09   | Niederlande                                    | 1             | 1               | 1               | 03         |
| 11   | Südkorea                                       | 1             | —               | 1               | 02         |
| 12   | Brasilien                                      | 1             | —               | —               | 01         |
| 13   | Spanien                                        | —             | 1               | 1               | 02         |
| 14   | Serbien                                        | —             | 1               | —               | 01         |
| 15   | Österreich                                     | —             | —               | 1               | 01         |

### Die besten Acht bei Weltmeisterschaften
| Nr. | Jahr | 1. Platz    | 2. Platz    | 3. Platz    | 4. Platz    | 5. Platz    | 6. Platz    | 7. Platz    | 8. Platz    |
| --- | ---- | ----------- | ----------- | ----------- | ----------- | ----------- | ----------- | ----------- | ----------- |
| 1.  | 1957 | ČSSR        | Ungarn      | Jugoslawien | BRD         | Dänemark    | Österreich  | Polen       | Schweden    |
| 2.  | 1962 | Rumänien    | Dänemark    | ČSSR        | Jugoslawien | Ungarn      | UdSSR       | Polen       | BRD         |
| 3.  | 1965 | Ungarn      | Jugoslawien | BRD         | ČSSR        | Dänemark    | Rumänien    | Japan       | Polen       |
| 4.  | 1971 | DDR         | Jugoslawien | Ungarn      | Rumänien    | BRD         | Dänemark    | Norwegen    | Niederlande |
| 5.  | 1973 | Jugoslawien | Rumänien    | UdSSR       | Ungarn      | Polen       | ČSSR        | Dänemark    | Norwegen    |
| 6.  | 1975 | DDR         | UdSSR       | Ungarn      | Rumänien    | Jugoslawien | ČSSR        | Polen       | Norwegen    |
| 7.  | 1978 | DDR         | UdSSR       | Ungarn      | ČSSR        | Jugoslawien | Polen       | Rumänien    | BRD         |
| 8.  | 1982 | UdSSR       | Ungarn      | Jugoslawien | DDR         | ČSSR        | Südkorea    | Norwegen    | Rumänien    |
| 9.  | 1986 | UdSSR       | ČSSR        | Norwegen    | DDR         | Rumänien    | Jugoslawien | BRD         | Ungarn      |
| 10. | 1990 | UdSSR       | Jugoslawien | DDR 10      | BRD 10      | Österreich  | Norwegen    | Rumänien    | China       |
| 11. | 1993 | Deutschland | Dänemark    | Norwegen    | Rumänien    | Russland    | Schweden    | Ungarn      | Österreich  |
| 12. | 1995 | Südkorea    | Ungarn      | Dänemark    | Norwegen    | Deutschland | Russland    | Rumänien    | Österreich  |
| 13. | 1997 | Dänemark    | Norwegen    | Deutschland | Russland    | Südkorea    | Kroatien    | Mazedonien  | Polen       |
| 14. | 1999 | Norwegen    | Frankreich  | Österreich  | Rumänien    | Ungarn      | Dänemark    | Deutschland | Mazedonien  |
| 15. | 2001 | Russland    | Norwegen    | Jugoslawien | Dänemark    | Frankreich  | Ungarn      | Österreich  | Schweden    |
| 16. | 2003 | Frankreich  | Ungarn      | Südkorea    | Ukraine     | Spanien     | Norwegen    | Russland    | Slowenien   |
| 17. | 2005 | Russland    | Rumänien    | Ungarn      | Dänemark    | Niederlande | Deutschland | Brasilien   | Südkorea    |
| 18. | 2007 | Russland    | Norwegen    | Deutschland | Rumänien    | Frankreich  | Südkorea    | Angola      | Ungarn      |
| 19. | 2009 | Russland    | Frankreich  | Norwegen    | Spanien     | Dänemark    | Südkorea    | Deutschland | Rumänien    |
| 20. | 2011 | Norwegen    | Frankreich  | Spanien     | Dänemark    | Brasilien   | Russland    | Kroatien    | Angola      |
| 21. | 2013 | Brasilien   | Serbien     | Dänemark    | Polen       | Norwegen    | Frankreich  | Deutschland | Ungarn      |
| 22. | 2015 | Norwegen    | Niederlande | Rumänien    | Polen       | Russland    | Dänemark    | Frankreich  | Montenegro  |
| 23. | 2017 | Frankreich  | Norwegen    | Niederlande | Schweden    | Russland    | Dänemark    | Montenegro  | Tschechien  |
| 24. | 2019 | Niederlande | Spanien     | Russland    | Norwegen    | Montenegro  | Serbien     | Schweden    | Deutschland |
| 25. | 2021 | Norwegen    | Frankreich  | Dänemark    | Spanien     | Schweden    | Brasilien   | Deutschland | Russland    |
| 26. | 2023 | Frankreich  | Norwegen    | Dänemark    | Schweden    | Niederlande | Deutschland | Montenegro  | Tschechien  |

### Teilnehmerübersicht
| Mannschaft                      | 1957 (9)         | 1962 (9)         | 1965 (8)         | 1971 (9)         | 1973 (12)        | 1975 (12)        | 1978 (12)        | 1982 (12)        | 1986 (16)        | 1990 (16)        | 1993 (16)              | 1995 (20)              | 1997 (24)              | 1999 (24)              | 2001 (24)              | 2003 (24)              | 2005 (24)              | 2007 (24)   | 2009 (24)   | 2011 (24)   | 2013 (24)   | 2015 (24)   | 2017 (24)   | 2019 (24)   | 2021 (32)   | 2023 (32)   | Gesamt |
| ------------------------------- | ---------------- | ---------------- | ---------------- | ---------------- | ---------------- | ---------------- | ---------------- | ---------------- | ---------------- | ---------------- | ---------------------- | ---------------------- | ---------------------- | ---------------------- | ---------------------- | ---------------------- | ---------------------- | ----------- | ----------- | ----------- | ----------- | ----------- | ----------- | ----------- | ----------- | ----------- | ------ |
| Algerien                        | —                | —                | —                | —                | —                | —                | 10               | —                | —                | —                | —                      | —                      | 19                     | —                      | —                      | —                      | —                      | —           | —           | —           | 22          | —           | —           | —           | —           | —           | 3      |
| Angola                          | —                | —                | —                | —                | —                | —                | —                | —                | —                | 16               | 16                     | 13                     | 15                     | 15                     | 13                     | 17                     | 16                     | 7           | 11          | 8           | 16          | 16          | 19          | 15          | 25          | 15          | 17     |
| Argentinien                     | —                | —                | —                | —                | —                | —                | —                | —                | —                | —                | —                      | —                      | —                      | 24                     | —                      | 22                     | 20                     | 20          | 19          | 23          | 19          | 18          | 23          | 16          | 21          | 20          | 12     |
| Australien                      | —                | —                | —                | —                | —                | —                | —                | —                | —                | —                | —                      | —                      | —                      | 23                     | —                      | 23                     | 24                     | 24          | 24          | 24          | 24          | —           | —           | 24          | —           | —           | 8      |
| Brasilien                       | —                | —                | —                | —                | —                | —                | —                | —                | —                | —                | —                      | 17                     | 23                     | 16                     | 12                     | 20                     | 7                      | 14          | 15          | 5           | 1           | 10          | 18          | 17          | 6           | 9           | 15     |
| Bulgarien                       | —                | —                | —                | —                | —                | —                | —                | 10               | —                | 12               | —                      | —                      | —                      | —                      | —                      | —                      | —                      | —           | —           | —           | —           | —           | —           | —           | —           | —           | 2      |
| Chile                           | —                | —                | —                | —                | —                | —                | —                | —                | —                | —                | —                      | —                      | —                      | —                      | —                      | —                      | —                      | —           | 23          | —           | —           | —           | —           | —           | —           | 27          | 2      |
| China, Volksrepublik            | —                | —                | —                | —                | —                | —                | —                | —                | 9                | 8                | 14                     | 13                     | 22                     | 18                     | 11                     | 19                     | 17                     | 21          | 12          | 21          | 18          | 17          | 22          | 23          | 32          | 28          | 17     |
| Dänemark                        | 5                | 2                | 5                | 6                | 7                | 9                | —                | —                | —                | 10               | 2                      | 3                      | 1                      | 6                      | 4                      | 13                     | 4                      | —           | 5           | 4           | 3           | 6           | 6           | 9           | 3           | 3           | 22     |
| Deutsche Demokratische Republik | —                | —                | —                | 1                | 9                | 1                | 1                | 4                | 4                | 3                | Deutschland            | Deutschland            | Deutschland            | Deutschland            | Deutschland            | Deutschland            | Deutschland            | Deutschland | Deutschland | Deutschland | Deutschland | Deutschland | Deutschland | Deutschland | Deutschland | Deutschland | 7      |
| Deutschland                     | 4                | 8                | 3                | 5                | 11               | —                | 8                | 9                | 7                | 4                | 1                      | 5                      | 3                      | 7                      | —                      | 12                     | 6                      | 3           | 7           | 17          | 7           | 13          | 12          | 8           | 7           | 6           | 24     |
| Dominikanische Republik         | —                | —                | —                | —                | —                | —                | —                | —                | —                | —                | —                      | —                      | —                      | —                      | —                      | —                      | —                      | 22          | —           | —           | 23          | —           | —           | —           | —           | —           | 2      |
| Elfenbeinküste                  | —                | —                | —                | —                | —                | —                | —                | —                | —                | —                | —                      | 17                     | 14                     | 20                     | —                      | 21                     | 21                     | —           | 18          | 16          | —           | —           | —           | —           | —           | —           | 7      |
| Frankreich                      | —                | —                | —                | —                | —                | —                | —                | —                | 15               | 14               | —                      | —                      | 10                     | 2                      | 5                      | 1                      | 12                     | 5           | 2           | 2           | 6           | 7           | 1           | 13          | 2           | 1           | 16     |
| Grönland                        | —                | —                | —                | —                | —                | —                | —                | —                | —                | —                | —                      | —                      | —                      | —                      | 24                     | —                      | —                      | —           | —           | —           | —           | —           | —           | —           | —           | 32          | 2      |
| Iran                            | —                | —                | —                | —                | —                | —                | —                | —                | —                | —                | —                      | —                      | —                      | —                      | —                      | —                      | —                      | —           | —           | —           | —           | —           | —           | —           | 31          | 31          | 2      |
| Island                          | —                | —                | —                | —                | —                | —                | —                | —                | —                | —                | —                      | —                      | —                      | —                      | —                      | —                      | —                      | —           | —           | 12          | —           | —           | —           | —           | —           | 25          | 2      |
| Italien                         | —                | —                | —                | —                | —                | —                | —                | —                | —                | —                | —                      | —                      | —                      | —                      | 16                     | —                      | —                      | —           | —           | —           | —           | —           | —           | —           | —           | —           | 1      |
| Japan                           | —                | 9                | 7                | 9                | 10               | 10               | —                | —                | 14               | —                | —                      | 13                     | 17                     | 17                     | 20                     | 16                     | 18                     | 19          | 16          | 14          | 14          | 19          | 16          | 10          | 11          | 17          | 21     |
| Jugoslawien                     | 3                | 4                | 2                | 2                | 1                | 5                | 5                | 3                | 6                | 2                | Serbien und Montenegro | Serbien und Montenegro | Serbien und Montenegro | Serbien und Montenegro | Serbien und Montenegro | Serbien und Montenegro | Serbien und Montenegro | Serbien     | Serbien     | Serbien     | Serbien     | Serbien     | Serbien     | Serbien     | Serbien     | Serbien     | 10     |
| Kamerun                         | —                | —                | —                | —                | —                | —                | —                | —                | —                | —                | —                      | —                      | —                      | —                      | —                      | —                      | 22                     | —           | —           | —           | —           | —           | 20          | —           | 28          | 24          | 4      |
| Kanada                          | —                | —                | —                | —                | —                | —                | 10               | —                | —                | 15               | —                      | 17                     | 20                     | —                      | —                      | —                      | —                      | —           | —           | —           | —           | —           | —           | —           | —           | —           | 4      |
| Kasachstan                      | Sowjetunion      | Sowjetunion      | Sowjetunion      | Sowjetunion      | Sowjetunion      | Sowjetunion      | Sowjetunion      | Sowjetunion      | Sowjetunion      | Sowjetunion      | —                      | —                      | —                      | —                      | —                      | —                      | —                      | 18          | 22          | 19          | —           | 22          | —           | 22          | 24          | 30          | 7      |
| Kongo, Demokratische Republik   | —                | —                | —                | —                | —                | —                | —                | —                | —                | —                | —                      | —                      | —                      | —                      | —                      | —                      | —                      | —           | —           | —           | 20          | 24          | —           | 20          | —           | —           | 3      |
| Kongo, Republik                 | —                | —                | —                | —                | —                | —                | —                | 12               | —                | —                | —                      | —                      | —                      | 22                     | 22                     | —                      | —                      | 17          | 20          | —           | —           | —           | —           | —           | 23          | 26          | 7      |
| Kroatien                        | Jugoslawien      | Jugoslawien      | Jugoslawien      | Jugoslawien      | Jugoslawien      | Jugoslawien      | Jugoslawien      | Jugoslawien      | Jugoslawien      | Jugoslawien      | —                      | 10                     | 6                      | —                      | —                      | 14                     | 11                     | 9           | —           | 7           | —           | —           | —           | —           | 18          | 14          | 8      |
| Kuba                            | —                | —                | —                | —                | —                | —                | —                | —                | —                | —                | —                      | —                      | —                      | 21                     | —                      | —                      | —                      | —           | —           | 22          | —           | 23          | —           | 21          | —           | —           | 4      |
| Litauen                         | Sowjetunion      | Sowjetunion      | Sowjetunion      | Sowjetunion      | Sowjetunion      | Sowjetunion      | Sowjetunion      | Sowjetunion      | Sowjetunion      | Sowjetunion      | 13                     | —                      | —                      | —                      | —                      | —                      | —                      | —           | —           | —           | —           | —           | —           | —           | —           | —           | 1      |
| Montenegro                      | Jugoslawien      | Jugoslawien      | Jugoslawien      | Jugoslawien      | Jugoslawien      | Jugoslawien      | Jugoslawien      | Jugoslawien      | Jugoslawien      | Jugoslawien      | Serbien und Montenegro | Serbien und Montenegro | Serbien und Montenegro | Serbien und Montenegro | Serbien und Montenegro | Serbien und Montenegro | Serbien und Montenegro | —           | —           | 10          | 11          | 8           | 6           | 5           | 22          | 7           | 7      |
| Niederlande                     | —                | —                | —                | 8                | 12               | —                | 9                | —                | 10               | —                | —                      | —                      | —                      | 10                     | 14                     | —                      | 5                      | —           | —           | 15          | 13          | 2           | 3           | 1           | 9           | 5           | 14     |
| Nordmazedonien                  | Jugoslawien      | Jugoslawien      | Jugoslawien      | Jugoslawien      | Jugoslawien      | Jugoslawien      | Jugoslawien      | Jugoslawien      | Jugoslawien      | Jugoslawien      | —                      | —                      | 7                      | 8                      | 21                     | —                      | 15                     | 12          | —           | —           | —           | —           | —           | —           | —           | —           | 5      |
| Norwegen                        | —                | —                | —                | 7                | 8                | 8                | —                | 7                | 3                | 6                | 3                      | 4                      | 2                      | 1                      | 2                      | 6                      | 9                      | 2           | 3           | 1           | 5           | 1           | 2           | 4           | 1           | 2           | 22     |
| Österreich                      | 6                | —                | —                | —                | —                | —                | —                | —                | 12               | 5                | 8                      | 8                      | 11                     | 3                      | 7                      | 11                     | 13                     | 16          | 10          | —           | —           | —           | —           | —           | 16          | 19          | 14     |
| Paraguay                        | —                | —                | —                | —                | —                | —                | —                | —                | —                | —                | —                      | —                      | —                      | —                      | —                      | —                      | —                      | 23          | —           | —           | 21          | —           | 21          | —           | 29          | 29          | 5      |
| Polen                           | 7                | 7                | 8                | —                | 5                | 7                | 6                | —                | 13               | 9                | 10                     | —                      | 8                      | 11                     | —                      | —                      | 19                     | 11          | —           | —           | 4           | 4           | 17          | —           | 15          | 16          | 18     |
| Puerto Rico                     | —                | —                | —                | —                | —                | —                | —                | —                | —                | —                | —                      | —                      | —                      | —                      | —                      | —                      | —                      | —           | —           | —           | —           | 20          | —           | —           | 20          | —           | 2      |
| Rumänien                        | 9                | 1                | 6                | 4                | 2                | 4                | 7                | 8                | 5                | 7                | 4                      | 7                      | 12                     | 4                      | 17                     | 10                     | 2                      | 4           | 8           | 13          | 10          | 3           | 10          | 12          | 13          | 12          | 26     |
| Russland                        | Sowjetunion      | Sowjetunion      | Sowjetunion      | Sowjetunion      | Sowjetunion      | Sowjetunion      | Sowjetunion      | Sowjetunion      | Sowjetunion      | Sowjetunion      | 5                      | 6                      | 4                      | 12                     | 1                      | 7                      | 1                      | 1           | 1           | 6           | —           | 5           | 5           | 3           | 8           | —           | 14     |
| Schweden                        | 8                | —                | —                | —                | —                | —                | —                | —                | —                | 13               | 6                      | 11                     | —                      | —                      | 8                      | —                      | —                      | —           | 13          | 9           | —           | 9           | 4           | 7           | 5           | 4           | 11     |
| Senegal                         | —                | —                | —                | —                | —                | —                | —                | —                | —                | —                | —                      | —                      | —                      | —                      | —                      | —                      | —                      | —           | —           | —           | —           | —           | —           | 18          | —           | 18          | 2      |
| Serbien                         | Jugoslawien      | Jugoslawien      | Jugoslawien      | Jugoslawien      | Jugoslawien      | Jugoslawien      | Jugoslawien      | Jugoslawien      | Jugoslawien      | Jugoslawien      | Serbien und Montenegro | Serbien und Montenegro | Serbien und Montenegro | Serbien und Montenegro | Serbien und Montenegro | Serbien und Montenegro | Serbien und Montenegro | —           | —           | —           | 2           | 15          | 9           | 6           | 12          | 21          | 6      |
| Serbien und Montenegro          | Jugoslawien      | Jugoslawien      | Jugoslawien      | Jugoslawien      | Jugoslawien      | Jugoslawien      | Jugoslawien      | Jugoslawien      | Jugoslawien      | Jugoslawien      | —                      | —                      | —                      | —                      | 3                      | 9                      | —                      | Serbien     | Serbien     | Serbien     | Serbien     | Serbien     | Serbien     | Serbien     | Serbien     | Serbien     | 2      |
| Slowakei                        | Tschechoslowakei | Tschechoslowakei | Tschechoslowakei | Tschechoslowakei | Tschechoslowakei | Tschechoslowakei | Tschechoslowakei | Tschechoslowakei | Tschechoslowakei | Tschechoslowakei | Tschechoslowakei       | 12                     | —                      | —                      | —                      | —                      | —                      | —           | —           | —           | —           | —           | —           | —           | 26          | —           | 2      |
| Slowenien                       | Jugoslawien      | Jugoslawien      | Jugoslawien      | Jugoslawien      | Jugoslawien      | Jugoslawien      | Jugoslawien      | Jugoslawien      | Jugoslawien      | Jugoslawien      | —                      | —                      | 18                     | —                      | 9                      | 8                      | 14                     | —           | —           | —           | —           | —           | 14          | 19          | 17          | 11          | 8      |
| Sowjetunion                     | —                | 6                | —                | —                | 3                | 2                | 2                | 1                | 1                | 1                | Russland               | Russland               | Russland               | Russland               | Russland               | Russland               | Russland               | Russland    | Russland    | Russland    | Russland    | Russland    | Russland    | Russland    | Russland    | Russland    | 7      |
| Spanien                         | —                | —                | —                | —                | —                | —                | —                | —                | —                | —                | 15                     | —                      | —                      | —                      | 10                     | 5                      | —                      | 10          | 4           | 3           | 9           | 12          | 11          | 2           | 4           | 13          | 12     |
| Südkorea                        | —                | —                | —                | —                | —                | —                | 10               | 6                | 11               | 11               | 11                     | 1                      | 5                      | 9                      | 15                     | 3                      | 8                      | 6           | 6           | 11          | 12          | 14          | 13          | 11          | 14          | 22          | 20     |
| Thailand                        | —                | —                | —                | —                | —                | —                | —                | —                | —                | —                | —                      | —                      | —                      | —                      | —                      | —                      | —                      | —           | 21          | —           | —           | —           | —           | —           | —           | —           | 1      |
| Tschechien                      | Tschechoslowakei | Tschechoslowakei | Tschechoslowakei | Tschechoslowakei | Tschechoslowakei | Tschechoslowakei | Tschechoslowakei | Tschechoslowakei | Tschechoslowakei | Tschechoslowakei | Tschechoslowakei       | 13                     | 13                     | 19                     | —                      | 15                     | —                      | —           | —           | —           | 15          | —           | 8           | —           | 19          | 8           | 8      |
| Tschechoslowakei                | 1                | 3                | 4                | —                | 6                | 6                | 4                | 5                | 2                | —                | 9                      | Tschechien             | Tschechien             | Tschechien             | Tschechien             | Tschechien             | Tschechien             | Tschechien  | Tschechien  | Tschechien  | Tschechien  | Tschechien  | Tschechien  | Tschechien  | Tschechien  | Tschechien  | 9      |
| Tunesien                        | —                | —                | —                | —                | —                | 12               | —                | —                | —                | —                | —                      | —                      | —                      | —                      | 19                     | 18                     | —                      | 15          | 14          | 18          | 17          | 21          | 24          | —           | 27          | —           | 10     |
| Ukraine                         | Sowjetunion      | Sowjetunion      | Sowjetunion      | Sowjetunion      | Sowjetunion      | Sowjetunion      | Sowjetunion      | Sowjetunion      | Sowjetunion      | Sowjetunion      | —                      | 9                      | —                      | 13                     | 18                     | 4                      | 10                     | 13          | 17          | —           | —           | —           | —           | —           | —           | 23          | 8      |
| Ungarn                          | 2                | 5                | 1                | 3                | 4                | 3                | 3                | 2                | 8                | —                | 7                      | 2                      | 9                      | 5                      | 6                      | 2                      | 3                      | 8           | 9           | —           | 8           | 11          | 15          | 14          | 10          | 10          | 24     |
| Uruguay                         | —                | —                | —                | —                | —                | —                | —                | —                | —                | —                | —                      | —                      | 24                     | —                      | 23                     | 24                     | 23                     | —           | —           | 20          | —           | —           | —           | —           | —           | —           | 5      |
| Usbekistan                      | Sowjetunion      | Sowjetunion      | Sowjetunion      | Sowjetunion      | Sowjetunion      | Sowjetunion      | Sowjetunion      | Sowjetunion      | Sowjetunion      | Sowjetunion      | —                      | —                      | 21                     | —                      | —                      | —                      | —                      | —           | —           | —           | —           | —           | —           | —           | 30          | —           | 2      |
| Vereinigte Staaten              | —                | —                | —                | —                | —                | 11               | —                | 11               | 16               | —                | 12                     | 17                     | —                      | —                      | —                      | —                      | —                      | —           | —           | —           | —           | —           | —           | —           | —           | —           | 5      |
| Belarus                         | Sowjetunion      | Sowjetunion      | Sowjetunion      | Sowjetunion      | Sowjetunion      | Sowjetunion      | Sowjetunion      | Sowjetunion      | Sowjetunion      | Sowjetunion      | —                      | —                      | 16                     | 14                     | —                      | —                      | —                      | —           | —           | —           | —           | —           | —           | —           | —           | —           | 2      |

### B- und C-Weltmeisterschaft
Als Qualifikationsturniere für die Handball-Weltmeisterschaft fanden von 1977 bis 1992 B- und C-Weltmeisterschaften statt, deren Erst- und Zweitplatzierte in die nächsthöhere Division auf- und deren beide Letztplatzierte in die niedrigere Gruppe abstiegen:
- B-Weltmeisterschaft für Frauen jeweils in den ungeraden Jahren von 1977 bis 1989 sowie 1992,
- C-Weltmeisterschaft für Frauen 1986, 1988 und 1991.

## Nachwuchsturniere
Für Junioren- und Jugend-Mannschaften werden die U-20-Weltmeisterschaften sowie die U-18-Weltmeisterschaften veranstaltet.